# Fiat CR.42 Falco
Фиат CR.42 Фалько (итал. Fiat CR.42 Falco, «Сокол») — одноместный истребитель, являлся основным истребителем Regia Aeronautica (ВВС Италии) в начальный период Второй мировой войны. Самолёт разработан в конструкторском бюро компании «Фиат» под руководством Челестино Розателли. Fiat CR.42 стал венцом эволюции истребителей созданных Розателли. Первый свой истребитель, Fiat CR.1, Розателли создал в 1924 году, а последний, CR.42, впервые поднялся в воздух 23 мая 1938 года. В это время истребители-бипланы уже считались анахронизмами — будущее было за истребителями-монопланами с низкорасположенным крылом. Тем не менее, лётчик-испытатель после первого полёта на самолёте назвал его величайшей машиной.

## История
Разработка нового истребителя, который должен был прийти на смену прежней модели Fiat CR.32, была начата авиационным подразделением Fiat Aviazione во второй половине 30-х. К этому времени в мировой авиации начался постепенный отход от истребителей схемы биплан и началось применение мощных рядных двигателей. В Италии так же начались работы по новым поколениям таких самолётов (Fiat G.50, Macchi C.200), однако, не отказались итальянцы и от нового истребителя-биплана. Впоследствии именно Falco стал наиболее массовым истребителем в первые годы участия Италии в войне.
CR.42 приводился в движение звёздообразным двигателем Fiat A.74 RC.38, который на высоте в 4 км давал мощность в 828 лошадиных сил. В 1942 году характеристики самолёта пытались улучшить установкой рядного двигателя DB 601E (модель CR.42DB), были проведены лётные испытания, но, в связи с архаичностью бипланной схемы, министерство ВВС свернуло программу дальнейшего развития CR.42. Изначально на фюзеляж самолёта устанавливали два пулемёта Breda-SAFAT (12.7 мм), синхронизированные для стрельбы сквозь пропеллер. Также для уменьшения веса их можно было заменить в полевых условиях на пулемёты Breda-SAFAT калибра 7.7 мм.
Серийное производство велось с февраля 1939 по июнь 1944 года на заводе Фиат в Турине. Всего выпущено 1782 экземпляра. Изначально самолёт создавался как истребитель, однако в дальнейшем самолёт выпускался в модификациях ночного истребителя, истребителя-бомбардировщика, гидросамолёта и двухместного учебного самолёта. Пилоты хорошо отзывались об этой машине.
Недостатком этих истребителей была медлительность из-за слабого радиального двигателя и сама архаичная схема биплана. Немецкие пилоты отмечали, что в рейдах на Британию в 1940 году итальянские истребители-бипланы с трудом поспевали за немецкими истребителями и бомбардировщиками, а ведь они использовались для их прикрытия.

## Модификации
- CR.42 — дневной истребитель.
- CR.42AS (Africa Settentrionale) — модификация для использования в Северной Африке. Она была создана осенью 1941 года. Эта модификация имела пылеулавливающие фильтры, расположенные на карбюраторном впуске воздуха. Также на ней устанавливалась подкрыльная подвеска для авиабомб (50 кг и 100 кг).
- CR.42bis — модификация с усиленным вооружением.
- CR.42CN — ночной истребитель.
- CR.42B — двухместный учебный вариант.
- CR.42DB — опытный обарзец с рядным двигателем Daimler-Benz
- I.CR.42 — морской истребитель на поплавковом шасси (построен один экземпляр).

## Боевое применение

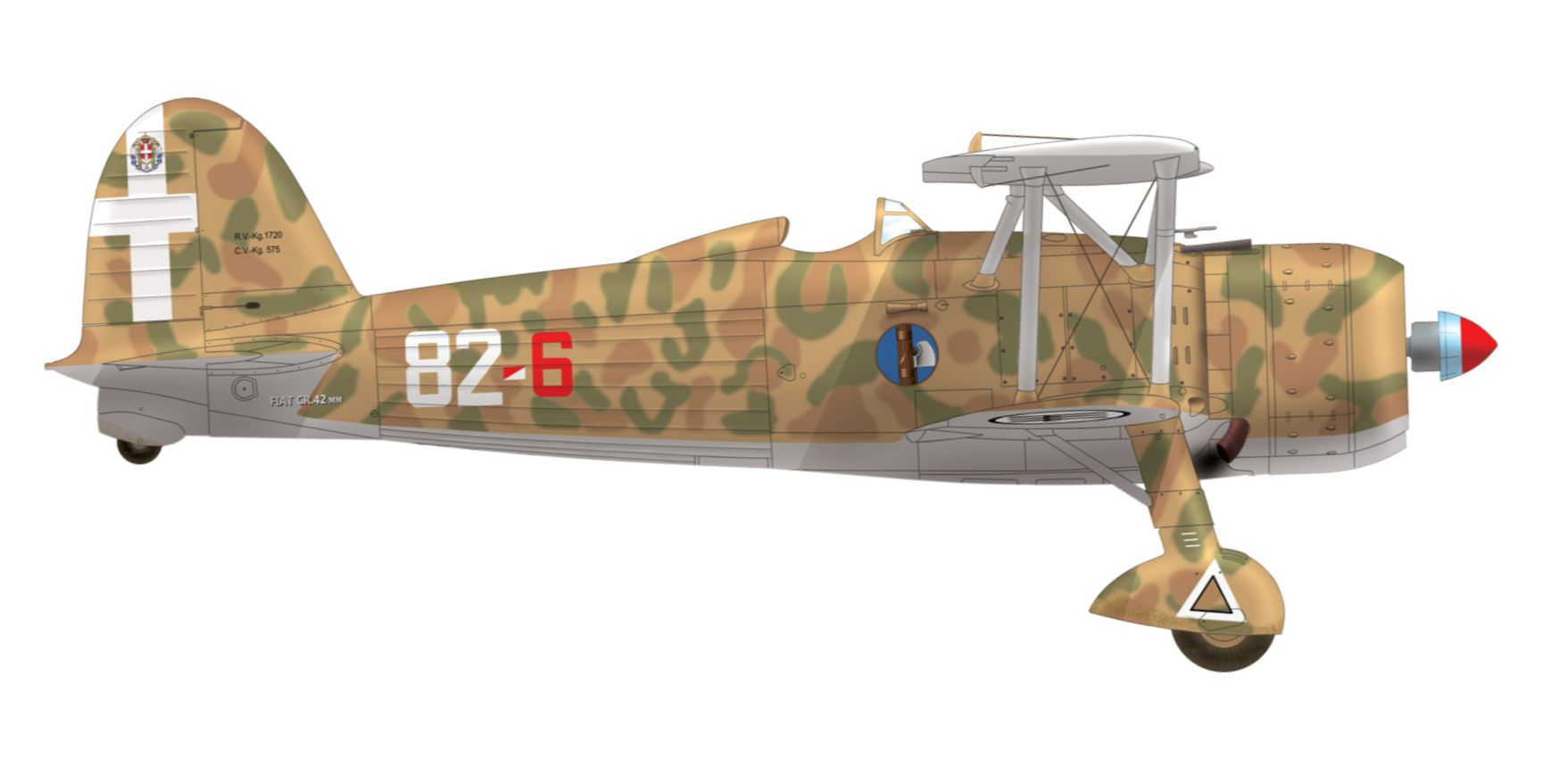
Fiat CR.42, 82a Squadriglia 13° Gruppo 2° Stormo. C. T., Ливия, сентябрь 1940

На вооружение ВВС Италии самолёт поступил весной 1939 года, ВВС Венгрии — летом 1939 года, ВВС Бельгии — в январе 1940 года. Впервые в боевых действиях были использованы бельгийские CR.42 при обороне страны в мае 1940 года. Истребители ВВС Италии стали использоваться с июня 1940 года во Франции. В августе CR.42 «Фалько» применялись для нападения на Грецию, в ноябре участвовали в «Битве за Британию». С 1940 по январь 1943 года активно использовались в Северной Африке. Венгерские самолёты с июля по декабрь 1941 году использовались на Восточном фронте. В 1943 году министерство ВВС признало бипланную схему устаревшей и с осени 1943 применение CR.42 «Фалько» в боевых операциях было практически прекращено и самолёты использовались как учебные вплоть до 1950 года. Люфтваффе использовали специальную модификацию этого самолёта (CR.42LW) в конце 1943 года во Франции в операциях против партизан и в 1944 году в Италии.
После войны стоял на вооружении Австрии и Хорватии.

## Тактико-технические характеристики
Приведённые ниже характеристики соответствуют модификации CR.42:

### Технические характеристики
- Экипаж: 1 человек
- Длина: 8,25 м
- Размах крыла:
  - верхнего: 9,7 м
  - нижнего: 6,5 м
- Высота: 3,06 м
- Площадь крыла: 22,42 м²
- Масса пустого: 1782 кг
- Нормальная взлетная масса: 2295 кг
- Двигатели: 1× Fiat A.74 RC.38 воздушного охлаждения 14-цилиндровый
- Мощность: 1× 840 л. с. при 2400 об. (627 кВт)
- Воздушный винт: трёхлопастной Fiat 3D41

### Лётные характеристики
- Максимальная скорость:
  - на высоте: 441 км/ч на 6400 м
  - у земли: 343 км/ч
- Крейсерская скорость: 399 км/ч
- Скорость сваливания: 129 км/ч
- Практическая дальность: 780 км
- Практический потолок: 10 211 м
- Скороподъёмность: 11,8 м/с
- Нагрузка на крыло: 102 кг/м²
- Тяговооружённость: 270 Вт/кг
- Максимальная эксплуатационная перегрузка: +14 g

### Вооружение
- Пулемётное: первая серия:
  - 1× 12,7 мм пулемёт Breda-SAFAT
  - 1× 7,7 мм пулемёт Breda-SAFAT

Пулемёты установливались сверху двигателя и стреляли сквозь винт.
- позднее:
  - 2× 12,7 мм пулемёта Breda SAFAT по 400 патронов на ствол
- Бомбовая нагрузка: 2× 100 кг бомбы

## Эксплуатанты
Италия
- Regia Aeronautica
- Республиканская Национальная Авиация (ит. Aeronautica Nazionale Repubblicana)
- Aeronautica Cobelligerante Italiana

 Франкистская Испания
- ВВС франкистской Испании  (2 самолёта CR.42bis получены в 1939 году)

 Королевство Венгрия
- ВВС Венгрии

 Бельгия
- ВВС Бельгии

 Швеция
- ВВС Швеции: 72 CR.42 получены между февралём 1940 и сентябрём 1941 года;

 Королевство Ирак
- Королевские ВВС Ирака

 Независимое государство Хорватия
- ВВС Независимого государства Хорватия

 Нацистская Германия
- Люфтваффе:

 Великобритания
- Royal Air Force
  - No. 1426 Flight RAF

### Похожие самолёты
- Avia B-534
- Gloster Gladiator
- И-153
- Henschel Hs 123